# Cleome gossweileri
Cleome gossweileri là một loài thực vật có hoa trong họ Màng màng. Loài này được Exell mô tả khoa học đầu tiên năm 1936.